# El apostador (capítulo de ALF)
El apostador (The Gambler, en inglés) es el vigésimotercer episodio perteneciente a la serie ALF, estrenado el 6 de abril de 1987. En el episodio, ALF comienza a apostar a un corredor de caballos para ayudar a las finanzas de los Tanner, pero termina involucrándolos en más problemas de dinero.

## Sinopsis
Cuando los Tanner tienen su primera venta de garaje, a Alf le preocupa que la familia tenga dificultades financieras cuando se entera del pago global de $11,000 por parte de ellos.
Cuando ALF descubre que Dorothy juega en carreras de caballos con un corredor de apuestas conocido como Nick Menta, alias "El Pez", decide hacer algunas apuestas propias para ayudar a los Tanner a salir de sus problemas financieros.
Cuando ALF pierde 6000 dólares con el corredor de apuestas, intenta cambiar todas las etiquetas de precios de venta de garaje a precios bajos para recuperar el dinero y ofrece varios artículos de su nave espacial, incluidas sus tarjetas de béisbol para vender en la venta de garaje. Nick "El Pez" llega a la casa e intimida a Willie para que le dé el dinero.
Willie encara a ALF, quien se ve creando su testamento, confrontándolo por perder todo su dinero. Al final, llega un decorador de escenarios para la película Los chicos de Júpiter llamado Carl Buck, quien ve la nave espacial de ALF y la alquila por 6000 dólares.